# Żyła odpromieniowa

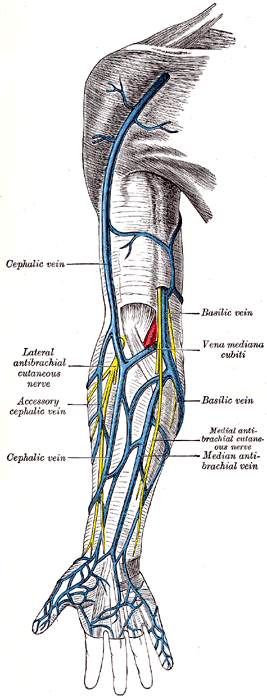
Żyły powierzchowne kończyny górnej. Żyła odpromieniowa podpisana Cephalic vein.

Żyła odpromieniowa (łac. vena cephalica) – w anatomii człowieka jedna z dwóch głównych żył powierzchownych na kończynie górnej. Powstaje na grzbietowej powierzchni ręki, na przedramieniu wchodzi bocznie wzdłuż kości promieniowej, dalej leży w bruździe bocznej mięśnia dwugłowego ramienia, ostatecznie osiągając dół pachowy, w głębi którego łączy się z żyłą pachową.

## Przebieg
Żyła odpromieniowa powstaje ze zlania się łuku żylnego grzbietowego śródręcza z żyłą odpromieniową kciuka, zazwyczaj w obszarze tabakierki anatomicznej, położonej od strony promieniowej nadgarstka. Jest stale osiągalna tuż za wyrostkiem rylcowatym kości promieniowej. W dalszym ciągu zatacza łuk wzdłuż strony promieniowej przedramienia, pokazując się na jego powierzchni przedniej; towarzyszy tutaj nerwowi skórnemu bocznemu przedramienia. Często występuje na tym odcinku podwójnie, wówczas drugie, towarzyszące jej naczynie nazywane jest żyłą odpromieniową dodatkową (vena cephalica accessoria). Dochodząc do zgięcia łokciowego w różny sposób łączy się z żyłą odłokciową; nierzadko wysyłając gałąź zwaną żyłą pośrodkową łokcia, komunikującą się również z żyłami głębokimi.
Na ramię żyła pnie się od przedniej strony łokcia, przebiegając nad bruzdą utworzoną przez mięsień ramienno-promieniowy i dwugłowy ramienia. Krzyżując gałązki końcowe nerwu mięśniowo-skórnego wkracza od boku między mięsień dwugłowy, piersiowy większy i naramienny, przyłączając się do gałęzi naramiennej tętnicy piersiowo-barkowej i wraz z nią (oraz lokalnymi naczyniami limfatycznymi) zdąża do dołu podobojczykowego. Wchodzi pod część obojczykową mięśnia piersiowego większego, przebija powięź obojczykowo-piersiową, krzyżuje tętnicę pachową uchodząc do żyły pachowej. Może posiadać połączenia z żyłą szyjną zewnętrzną przebiegające ponad obojczykiem.